# Sogdové

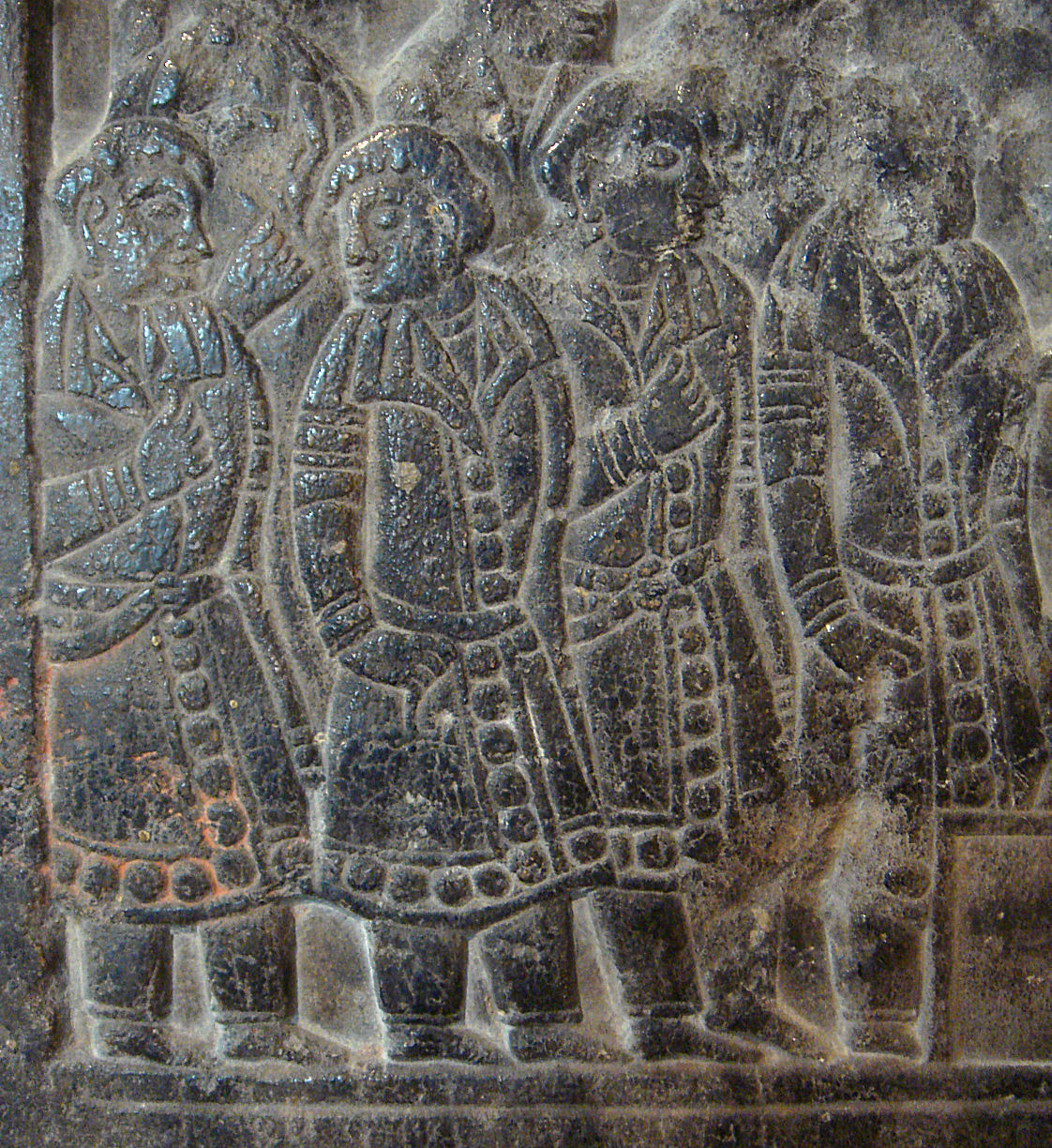
Sogdijský novoroční svátek – detail vápencové desky zobrazující sogdijské slavnosti z pohřebního lehátka (dynastie Severní Qi, 550-577 n. l.) nalezeného poblíž Anyangu v Henanu, které je v držení Musée National des Arts Asiatiques-Guimet v Paříži.

Sogdové byl íránský národ žijící v polovině 1. tisíciletí př. n. l. až do 8. století n. l. v Sogdianě, v údolí řeky Zeravšan ve střední Asii. Aktivně se účastnili vnitroasijského obchodu, ve 4. až 8. století dominovali karavannímu obchodu po Hedvábné stezce a v souvislosti s obchodem se usazovali podél obchodních tras, v Persii, střední Asii, Tarimské pánvi, Mongolsku, Číně.
Nejstarší zmínky o Sogdech se objevují v Avestě v polovině 1. tisíciletí př. n. l., v 6. století př. n. l. si Sogdianu podrobila perská říše a utvořila na jejím území jednu ze svých satrapií. Po Peršanech vládli Sogdům Makedonci a Řekové, nejdříve v říši Alexandra Makedonského, později byla částí seleukovského a do 2. století př. n. l. řecko-baktrijského státu. Poté Sogdové podléhali Jüe-č’ům (Kušánům) a od počátku 1. století vytvořili nezávislá knížectví, v polovině 6. století podrobená Turkutským kaganátem. S Turkuty žili ve vzájemné symbióze, dokud je v 8. století nepřemohli muslimští Arabové.
Od čtvrtého do osmého století měli výraznou účast v obchodu po Hedvábné stezce, sogdijský jazyk se stal obecným dorozumívacím jazykem vnitroasijského obchodu a druhým oficiálním jazykem Turkutského kaganátu. Obchodní styky Sogdů přispěly k rozšíření zoroastrismu, buddhismu a manicheismu.
Sogdský jazyk patřil k íránské větvi indoevropských jazyků, dosud přežívá jako jaghnóbština, jazyk nepočetného (několikatisícového) národa Jaghnóbů v Tádžikistánu. Písmo Sogdů vycházelo ze syrského písma, stalo se základem pro staré turkické runové písmo a ujgurské písmo.
Náboženstvím Sogdů byl především zoroastrismus, ale někteří přešli k manicheismu, buddhismu či nestoriánskému křesťanství.